# Carlo Bassi
Carlo Bassi (* 15. September 1923 in Ferrara; † 25. September 2017 ebendort) war ein italienischer Architekt und Schriftsteller.

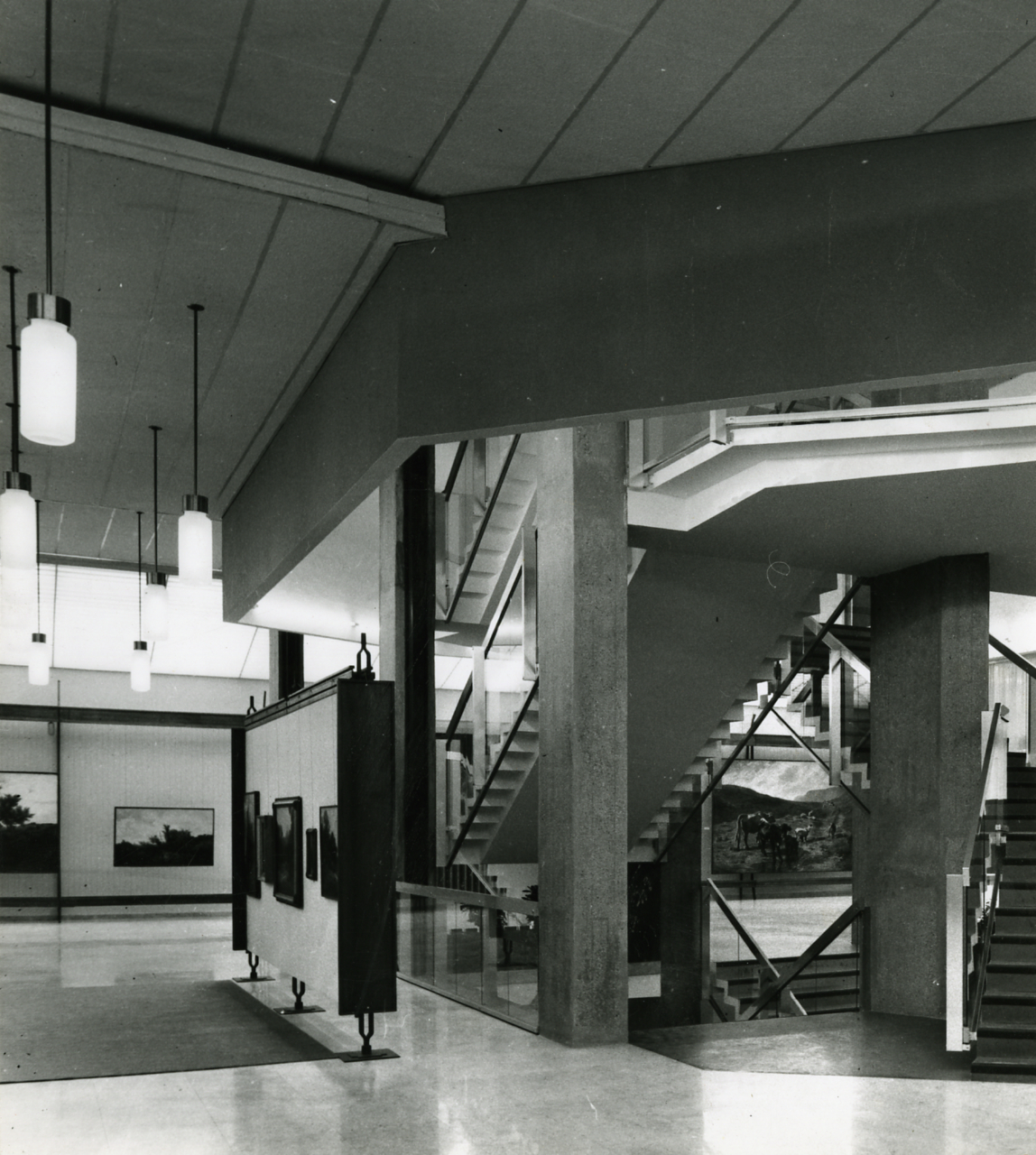
GAM – Galleria Civica d’Arte Moderna e Contemporanea. Foto von Paolo Monti, 1959

## Leben

### Architekt
Nach seinem Abschluss am Polytechnikum Mailand lernte er zu Beginn seiner beruflichen Laufbahn seinen Kollegen, den Architekten Goffredo Boschetti, kennen und arbeitete lange Zeit mit ihm in Mailand in einem Designstudio.
Seine wichtigsten Werke sind die Galleria civica d’arte moderna e contemporanea in Turin, die in den Jahren 1951–1959 nach einem gewonnenen nationalen Wettbewerb gebaut wurde, und das medizinische Institut „Sante Zennaro“ in Imola, ein Gesundheits- und Schulkomplex, der heute zur Unterstützung der kulturellen und logistischen Aktivitäten der Stadt dient und nach einem 1963 gewonnenen Wettbewerb für die Provinz Bologna gebaut wurde.
Das Architekturbüro Bassi Boschetti hat eine Reihe von Kirchen entworfen: die Santi Angeli Custodi in der Via Colletta in Mailand, Sant’Adele in Buccinasco, Sant’Anselmo in Malcantone, in der Diözese Mantua die von Santa Maria delle Grazie inspirierte Erweiterung von San Giovanni in Saronno (Provinz Varese). Vom Studio wurden zahlreiche weitere Arbeiten im Auftrag der Erzdiözese Mailand durchgeführt. In Ferrara ist das letzte Werk von Carlo Bassi die dem seligen Giovanni Tavelli da Tossignano geweihte Kirche im Viertel Villa Fulvia.
In den 1970er Jahren erhielt er die Goldmedaille bei der XIII. Triennale di Milano und die Ehrenbürgerschaft von Baltimore (USA).
Carlo Bassi ist Autor mehrerer Publikationen, die Ferrara und der Architektur gewidmet sind, sowie eines Romans.

## Publikationen
- Italo Bovolenta (Hrsg.): Percorsi nella storia della città e dell'architettura. Ferrara 1990, ISBN 978-88-08-11388-7.
- Jaca Book (Hrsg.): La morte di Le Corbusier: Romanzo non romanzo. Mailand 1992, ISBN 978-88-16-40308-6.
- Corbo Editore (Hrsg.): Ferrara. Lessico di architettura «frammenti di un discorso amoroso». Ferrara 2005, ISBN 88-8269-065-2.
- Gerolamo Melchiorri: Nomenclatura ed etimologia delle piazze e strade di Ferrara e Ampliamenti, a cura di Carlo Bassi. Hrsg.: 2G. Ferrara 2009, ISBN 978-88-89248-21-8.
- 2G editrice (Hrsg.): Nuova guida di Ferrara. Vita e spazio nell'architettura di una città emblematica. Ferrara 2012, ISBN 88-89248-14-9 (Original 1981 Hrsg. von Italo Bovolenta editore, Nachdruck 2012).
- 2G Libri (Hrsg.): Breve ma veridica storia di Ferrara. Ferrara 2015, ISBN 88-89248-06-8.
- Archivio Cattaneo editore in Cernobbio (Hrsg.): Ferrara rara: Perché Ferrara è bella. Cernobbio 2015, ISBN 978-88-98086-23-8.